# Cheiridium andinum
Cheiridium andinum är en spindeldjursart som beskrevs av Vitali-di Castri 1962. Cheiridium andinum ingår i släktet Cheiridium och familjen dvärgklokrypare. Inga underarter finns listade i Catalogue of Life.